# Henry Vane (le jeune)
Pour les articles homonymes, voir Henry Vane et Vane (homonymie).

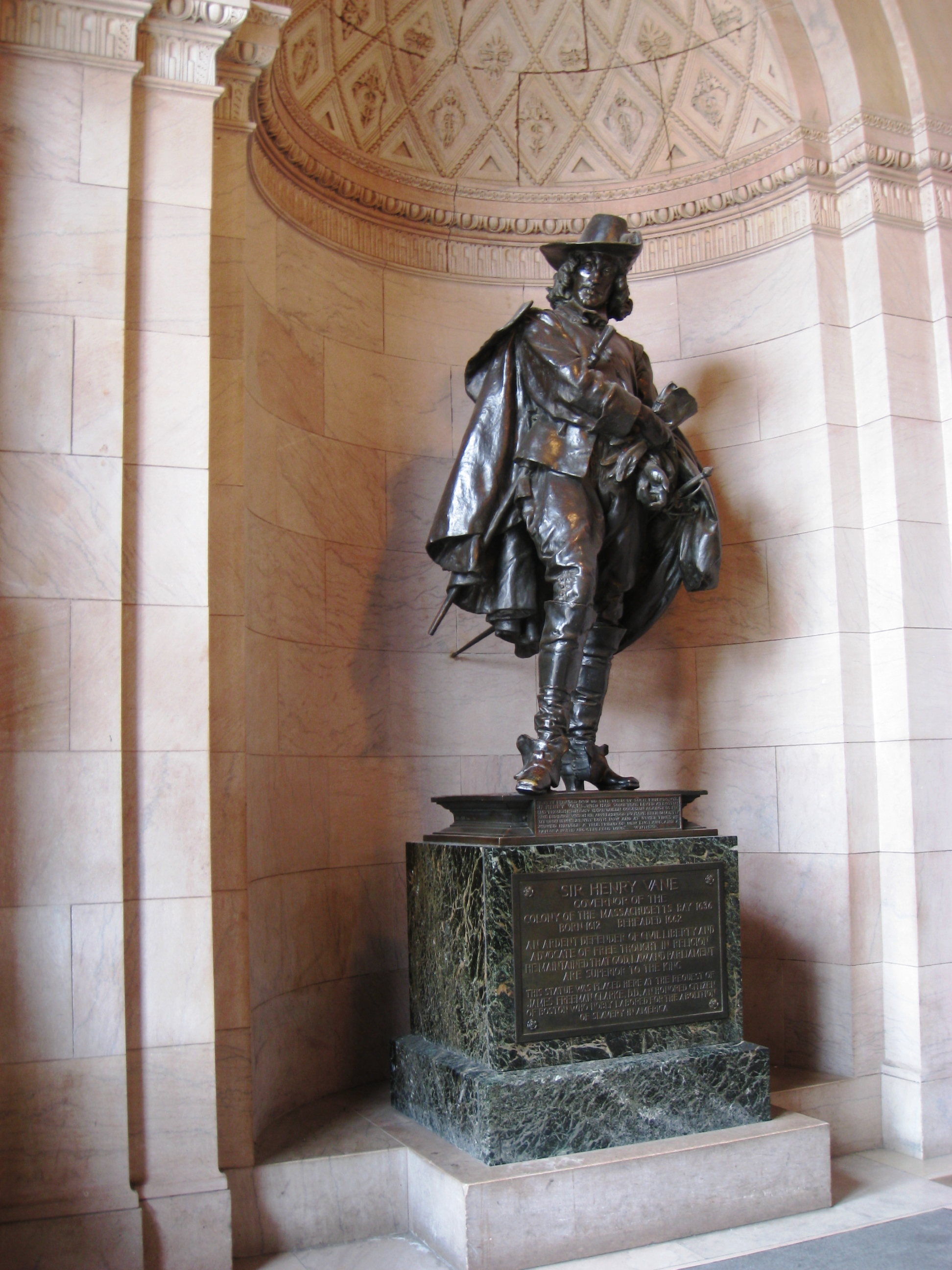
Statue de Henry Vane le jeune à Boston.

Henry Vane dit le jeune (baptisé le 26 mai 1613 – 14 juin 1662), est un homme d'État anglais.

## Biographie
Fils de Henry Vane l'aîné (1589–1655), il est un des plus violents adversaires de Charles Ier. Il devient en 1640 membre du parlement, est un des instigateurs du Solemn League and Covenant (1643), et, après la victoire de son parti, prend part aux négotiations du Traité d'Uxbridge et entre comme ministre de l'intérieur au Conseil d'État, où il reste de 1649 à 1653. Sincèrement attaché aux principes républicains, il fait de l'opposition à Cromwell, qui le jette en prison. Nommé après la mort de Cromwell président du Conseil d'État, il tente vainement de faire adopter une nouvelle forme de république, en juin 1662. 
Charles II rétabli le fait arrêter et décapiter à Tower Hill (1662).

## Source
- Marie-Nicolas Bouillet  et Alexis Chassang (dir.), « Henry Vane » dans Dictionnaire universel d’histoire et de géographie, 1878 (lire sur Wikisource)